# Carnage (personaggio)
Carnage, alter ego di Cletus Cortland Kasady, è un personaggio dei fumetti statunitensi pubblicati da Marvel Comics. Creato da David Michelinie (testi) e Mark Bagley (disegni), esordì nella serie The Amazing Spider-Man (vol. 1), come Kasady nel n. 344 (febbraio 1991) e come Carnage nel n. 361 (aprile 1992), con un cameo nel n. 360 (marzo 1992).
È un supercriminale, solitamente raffigurato come un nemico dell'Uomo Ragno e l'arcinemico di Venom. Carnage appartiene a una razza di parassiti spaziali conosciuti come simbionti, che formano un legame simbiotico con i loro ospiti e conferiscono loro abilità sovrumane. Nato come una prole di Venom, Carnage è molto più potente del suo simbionte genitore a causa della sua biologia ed è per molti versi una versione più oscura di lui. Come Venom, Carnage ha avuto più ospiti nel corso degli anni, ma il suo primo e più famigerato rimane il serial killer Cletus Kasady, la cui personalità sadica corrisponde perfettamente a quella del simbionte. Altri ospiti degni di nota includono Ben Reilly, Karl Malus e Norman Osborn, oltre a Gwen Stacy nella continuità alternativa di Ultimate Marvel. 
Nel 2009, la versione Cletus Kasady di Carnage è stata classificata come il 90° miglior cattivo di tutti i tempi dei fumetti di IGN.

## Biografia del personaggio
Cletus Kasady ha avuto un'infanzia difficile: è nato a Ravencroft dove il suo cuore si è fermato per alcuni minuti, fino a quando non è stato resuscitato dal dio oscuro creatore dei simbionti, Knull. Inoltre sua madre era violenta e crudele verso di lui e, per sfogare la rabbia repressa per i maltrattamenti subiti finì per uccidere il cane della madre (che costei aveva sempre trattato con più affetto rispetto al figlio). Scoprendolo sul fatto, sua madre impazzì e arrivò a picchiarlo selvaggiamente tentando di ucciderlo. Suo padre, però, era appena rincasato dal lavoro e uccise la moglie per difendere il figlio. Cletus, ormai impazzito, disse alla polizia che suo padre aveva ucciso la madre senza motivo e finì rinchiuso in un orfanotrofio dove divenne bersaglio di maltrattamenti a causa del suo comportamento antisociale: si vendicò uccidendo la direttrice dell'istituto, spingendo sotto un autobus una ragazza che aveva rifiutato un suo appuntamento e appiccando un incendio.
Catturato per i terribili crimini commessi, viene condannato a undici ergastoli e rinchiuso nella prigione di Ryker's Island dove condivide la stessa cella di Eddie Brock alias Venom, non più in possesso del suo simbionte. Mentre Kasady medita di uccidere Eddie, il simbionte improvvisamente ritorna, si unisce a Eddie e insieme fuggono dal carcere, lasciandosi però dietro un seme del simbionte la cui unione con Cletus dà origine a Carnage, che scappa di prigione e inizia a spargere il terrore con una serie di efferati omicidi, lasciando il suo nome sulla scena di ogni delitto scritto con il sangue delle vittime.
Braccato dall'Uomo Ragno che, non potendo competere con lui da solo, è costretto a chiamare Venom, viene sconfitto dai due grazie alle onde sonore ed inviato al Ravencroft, dal quale però Kasady fugge poco tempo dopo.

## Cicli di storie

### Maximum Carnage

Carnage contro Venom, disegnati da Bagley/Emberlin

Dopo essere stato sconfitto da Venom e dall'Uomo Ragno, Carnage venne rinchiuso nell'ospedale psichiatrico di Ravencroft, dove incontrò Shriek, con la quale strinse una forte amicizia per poi fuggire e allearsi con altre creature come Doppelganger, Carrion e Demogoblin. Carnage è a capo del gruppo e l'Uomo Ragno dovette contare sull'aiuto di Cloak e Dagger, Gatta Nera, Capitan America, Morbius, Nightwatch e Venom per sconfiggerli. Shriek tornò a Ravencroft insieme a Carnage, il quale però fuggì poco dopo.

### Venom contro Carnage
Cercò poi anche di unirsi a Ben Reilly, alias Ragno Rosso, creando il potentissimo Ragno-Carnage, il quale non durò a lungo, e a Silver Surfer, per formare un Carnage Cosmico; generò in seguito un figlio, Toxin, ma notando che era più forte di lui si alleò con Venom per ucciderlo, senza riuscirci. Il simbionte abbandonò poi Kasady e fu rinchiuso nel carcere di Raft. Liberato da Electro, affrontò Sentry, ma fu portato nell'atmosfera terrestre e spezzato in due. Tuttavia si pensa che la sua morte sia solo presunta.

### Civil War & Potenti Vendicatori
Dopo la saga Civil War, nel secondo arco narrativo della saga Potenti Vendicatori, Carnage fa il suo ritorno insieme a Venom a causa del Dottor Destino che aveva conservato il simbionte di Carnage. Quando, però, Ultron fa saltare i satelliti nell'atmosfera terrestre, il simbionte si libera e insieme a Venom si divide in tante parti e trasforma in altri se stesso gli abitanti di New York. Infine, Iron Man debellerà il loro attacco biologico con un virus inventato da Mister Fantastic. Non si sa che fine abbia fatto il vero Carnage.

### Faida di famiglia
L'industriale Michael Hall riporta il simbionte di Carnage sulla Terra assieme a Cletus e lo utilizza per produrre protesi e armature ma il simbionte fugge e raggiunge Kasady. Carnage affronta Iron Man e l'Uomo Ragno, unendosi alle armature degli uomini di Hall e diventando potentissimo. La dottoressa Nieves si unisce a un nuovo simbionte generato da Carnage, formando Scorn, e costringe Shriek a urlare stordendo così Kasady. Iron Man e l'Uomo Ragno finiscono il lavoro.

### Carnage USA
All'indomani del suo ritorno, Carnage si dirige verso ovest a Doverton, Colorado. Giunto a destinazione, infetta la maggior parte dei cittadini con copie del suo simbionte. Capitan America, Spider-Man, Wolverine, Occhio di Falco e la Cosa provano a combatterlo, ma tutti eccetto Spider-Man vengono posseduti dai simbionti. Solo l'intervento della Dottoressa Tanis Nieves, ora conosciuta come Scorn, e dell'Agente Venom risolve la situazione. La saga si conclude con Cletus Kasady nuovamente catturato e successivamente trasportato in un veicolo, con destinazione la prigione.

### Minimum Carnage
Evaso di prigione, Carnage si ritrova nel microverso, dove viene raggiunto e combattuto dall'Agente Venom e dal Ragno Rosso. Dopo che l'hanno sconfitto Kaine/Ragno Rosso lobotomizza Cletus Kasady con un pungiglione, rendendolo in tal modo inoffensivo e totalmente privo di mente.

### Superior Carnage
Wizard, Klaw e il Dottor Malus fanno  evadere il simbionte di Carnage e Kasady, ora lobotomizzato dal Ragno Rosso, dopo gli eventi di Minimum Carnage, allo scopo di riformare i Terribili Quattro. Il quartetto viene però sconfitto da Superior Spider-Man, alias la mente del Dottor Octopus nel corpo di Peter Parker. Alla fine Cletus Kasady pare aver ripreso consapevolezza della sua mente, scrivendo sul muro della cella di detenzione la sua classica massima: CARNAGE RULES.

### Deadpool contro Carnage
Cletus, rinchiuso in carcere, attende di ricevere un processo. Intanto una parte del simbionte, conservato al laboratorio Morse, fugge impossessandosi di una dottoressa e in seguito di altre persone con l'unico obiettivo di riunirsi al suo vecchio ospite. Cletus viene aggredito e muore in prigione, ucciso dal suo psichiatra ossessionato di unirsi col simbionte, ma subito dopo si intromette quest'ultimo che si riunisce a Cletus. Ritornato Carnage comincia a uccidere e a spostarsi in modo casuale lasciandosi dietro decine e decine di vittime decidendo di ritornare ai 'bei vecchi tempi'. Viene però intercettato da Deadpool convinto che solo lui può trovarlo e ucciderlo perché sono sulla stessa lunghezza d'onda riguardo alla pazzia e al comportarsi in modo imprevedibile. Carnage con l'aiuto di Shriek riesce sempre a fuggire ma Deadpool unitosi con 4 diversi simbionti (Phage, Agony, Riot e Lasher) lo sconfigge rivelandogli che il caos che tanto ama è una sua finzione e per quanto si creda libero risponderà sempre a un ordine superiore. Carnage sconvolto da queste affermazioni si rinchiude in una cella meditando vendetta contro il mercenario chiacchierone.

### La supremazia rossa
Viene reclutato da Magneto per sconfiggere le Sentinelle Stark, progettate per uccidere gli eroi, ma non i criminali. Carnage accetta, poiché pensa che agendo per salvare il mondo potrà dimostrare a Deadpool, anche lui reclutato da Magneto, che il mondo è davvero pieno di caos.

### Axis
Dopo la battaglia contro le Sentinelle Stark, Scarlet inverte per errore la personalità di Cletus, facendolo diventare un eroe molto simile a Spider-Man (si definisce infatti "l'amichevole Carnage di quartiere"). Durante questo periodo, Carnage ferma una nuova versione del Mangiapeccati, liberandosi dei suoi peccati e purificando così la sua anima. Infine si sacrifica per salvare l'umanità contenendo l'esplosione della bomba genetica di Apocalisse, morendo, apparentemente, da vero eroe.
Dopo che gli eventi di Axis terminano e (quasi) tutto torna alla normalità, Kasady riappare, di nuovo cattivo, alla scuola di Nova, il quale precedentemente gli aveva rivelato la sua identità segreta, credendo di potersi fidare. Carnage viene poi sconfitto da Sam Alexander.

## Panoramica del personaggio

### Cletus Kasady
Cletus è uno psicopatico e un sadico e, come tale, giustifica la sua sete di sangue e il suo amore per l'omicidio con una filosofia basata sull'idea che l'universo è essenzialmente caotico e che legge e ordine siano una perversione creata dalla paura degli esseri umani. Inoltre, egli ritiene che tutti gli esseri umani nel loro inconscio siano esattamente come lui, ma non lo dimostrino poiché non sono consapevoli di questa natura. Non avendo particolari mire di conquista del potere, uccide esclusivamente per divertimento e per soddisfare la sua follia e la sua smisurata sete di sangue. Inoltre, considera l'omicidio una forma d'arte, compiacendosi dell'interesse che le sue perverse azioni suscitano nei media.
Kasady vede il caos e la violenza casuale e non diretta come realtà e considera l'ordine e la virtù come illusioni. Dà libero sfogo al suo desiderio omicida, gli piace lasciare una scia che gli altri possono seguire (di solito lasciando una frase scritta col sangue), ed è sconsideratamente disposto ad affrontare pericolosi e potenti avversari. In rare occasioni, tuttavia, ha deliberatamente risparmiato individui per servire come testimoni. Kasady essenzialmente si vendica sul mondo intero per i tormenti, sia reali che immaginari, della sua infanzia.
Pur mostrando apprezzamenti verso le belle donne (ha avuto anche una relazione con la supercriminale Shriek), Kasady non sembra avere interesse a violentare le sue vittime.

### Carnage
Carnage, diversamente da Venom, è rosso e nero con un aspetto più snello poiché il simbionte è entrato in contatto con il sangue di Kasady attraverso una ferita. Nonostante sia effettivamente il figlio di Venom, è odiato da quest'ultimo. Infatti, mentre Carnage è in tutto e per tutto un assassino senza scrupoli, che usa i poteri del simbionte per soddisfare la sua folle sete di sangue, Venom è invece più vicino alla figura di un antieroe tormentato che, nonostante i trascorsi criminosi e la dubbia morale, rimane comunque, a suo modo, un protettore di innocenti. A differenza di Venom, Carnage parla di sé in prima persona perché, a differenza del simbionte Venom, quello di Carnage è ancora giovane e non ha una sua personalità definita, perciò lascia che sia Kasady a controllare e gestire la loro unione. Solo occasionalmente si è visto il simbionte Carnage parlare. Inoltre non sembra conoscere l'identità segreta dell'Uomo Ragno e non ha alcun rancore personale nei suoi confronti; vuole ucciderlo solo perché "lo disturba" nel suo lavoro. Di tanto in tanto si riferisce sarcasticamente a Venom come "padre" ma tra i due simbionti non vi sono sentimenti positivi: nella miniserie Venom vs Carnage dove, per una volta, sono i due simbionti a conversare tra loro, senza che i loro ospiti influiscono, Carnage afferma di provare solo odio nei confronti di Venom e quest'ultimo replica che è normale che il figlio lo odi, anzi è una cosa positiva perché la tradizione dei simbionti vuole che tra padri e figli i rapporti siano freddi, se necessario addirittura ostili. L'idea che possa esserci amore tra padre e figlio viene definita da Venom "inquietante, perverso e anti-simbiotico". Infatti, quando nacque Carnage, Venom non pensò nemmeno di avvisare Eddie Brock che si era riprodotto, essendo per lui una cosa assolutamente insignificante.

## Poteri e abilità
Come ha spiegato Eddie Brock, il simbionte Carnage è nato con abilità ancora più singolari di quelle del suo genitore, poiché ha gestato in un ambiente a lui estraneo: la Terra. Carnage ha poteri simili a quelli dell’Uomo Ragno come risultato diretto del legame del simbionte Venom con Peter Parker, che ha trasferito parte del potere dell’Uomo Ragno nel simbionte. 
Il simbionte rende Kasady più forte dell’Uomo Ragno e Venom messi insieme, gli dona abilità mutaforma, gli consente di lanciare una sostanza simile a una ragnatela da qualsiasi parte del suo corpo, inclusa la formazione di armi, e gli consente di piantare pensieri nella testa di una persona usando un viticcio simbionte. Proprio come l’Uomo Ragno, Kasady ha la capacità di aggrapparsi praticamente a qualsiasi superficie e ha una versione del senso di ragno, poiché il simbionte può trasmettergli informazioni da qualsiasi angolazione e concedere a Kasady la capacità di "vedere" qualsiasi direzione, avvertendolo delle minacce in arrivo.
È in grado di rigenerare i tessuti del corpo danneggiati molto più velocemente e in modo più esteso di quello di un normale essere umano. Questo si è dimostrato abbastanza potente da permettergli di rigenerarsi perdendo qualsiasi parte del corpo, dalla testa ai piedi. Tuttavia, dopo essere stato squarciato a metà da Sentry, gli furono applicate delle gambe artificiali, ma ciò avvenne mentre era separato dal simbionte. Kasady è anche immune agli effetti di tutte le malattie e infezioni terrestri fintanto che rimane legato al simbionte. Come Venom, il simbionte è vulnerabile al suono (in misura minore rispetto a Venom) e al calore (in misura maggiore rispetto a Venom), ed è impercettibile al senso di ragno dell’Uomo Ragno. A differenza di Venom, Carnage può lanciare parti di sé stesso contro i nemici sotto forma di armi solide come dardi, lance, coltelli, asce, ecc., anche se si disintegrano in polvere entro dieci secondi dall'abbandono del suo corpo. Carnage ha anche l'abilità unica di deformare le sue appendici in diverse braccia, gambe e persino ali. Questo viene mostrato in diverse occasioni quando Carnage muta le dita e le braccia in quelle che sembrano grandi spade.
Kasady ha il pieno controllo sulle dimensioni, la forma, il colore (solitamente rosso e nero), la consistenza e la durezza del suo simbionte (e di qualsiasi sua parte). Come Venom, può far sembrare il simbionte un abbigliamento normale (cosa che ha fatto in rare occasioni), o agire come "mimetizzazione" in una certa misura. Con il simbionte legato al suo flusso sanguigno, può "rigenerare" il suo costume da zero semplicemente sanguinando. Il suo simbionte ha la peculiare capacità di bloccare la capacità del suo genitore (Venom) di percepirlo e seguirlo. Il simbionte è anche in grado di adattarsi rapidamente a nuovi ambienti: quando Kasady fu portato nello spazio da Sentry, il simbionte Carnage riuscì a salvargli la vita facendogli crescere piccoli sacchi intorno alla bocca che convertivano l'anidride carbonica in ossigeno, permettendo a Kasady di rimanere in vita abbastanza a lungo da poter essere recuperato.
In alcune interpretazioni, il simbionte Carnage è vampirico, si nutre e mette così in pericolo le sue vittime solo con un semplice tocco. Il simbionte ha anche mostrato la capacità di richiamare parti di sé al simbionte principale, reintegrandole. Può anche inviare comandi irresistibili a parti di sé che sono nella tecnologia; questi sono stati usati per rompere le ossa degli Iron Rangers quando hanno sfidato Carnage mentre indossavano tute tecnologiche potenziate dai simbionti. Usando queste ultime due abilità, Carnage assorbì i cinque Iron Rangers, crebbe fino a dimensioni enormi e divenne blu.
Infine, i poteri di Carnage sono sempre stati potenziati in modo anomalo dalla volontà maniacale e dalla folle visione del mondo che Kasady ha avuto dall'età di 8 anni. Anche senza simbionte, Cletus è ancora considerato molto pericoloso, poiché il suo disturbo antisociale di personalità e l'ossessione per il caos gli rendono impossibile ragionare e non ha problemi a uccidere senza motivo. Come risultato del suo simbionte e della sua sociopatia, è anche immune allo Sguardo di Penitenza di Ghost Rider. Sebbene non abbia avuto un addestramento formale, le abilità naturali concesse a Kasady dal simbionte lo rendono un formidabile combattente in grado di tenere testa a personaggi del calibro dell’Uomo Ragno e di Deadpool. Tuttavia, la sua abilità combattiva è meno raffinata di quella di supereroi esperti in quanto Kasady fa' più affidamento sulla forza bruta concessa dal simbionte che a un vero stile di combattimento o arte marziale, utilizzando movimenti animaleschi e imprevedibili per sopraffare i suoi avversari in battaglia.

## Versione Ultimate
Nella versione Ultimate, etichetta editoriale della Marvel Comics che propone versioni aggiornate dei personaggi, è stato creato da Curtis Connors, alias Lizard, con un cocktail di DNA composto dal suo, quello di Peter Parker e quello del costume Venom. Non ha una forma fisica, per cui deve trovare del DNA per riparare il suo corpo. Uccise così Gwen Stacy, causando l'ira di Spider Man che lo uccide. Durante la Saga del Clone versione Ultimate, Gwen Stacy viene ritrovata viva. Quando lo S.H.I.E.L.D. attacca casa di Parker, lei si trasforma in Carnage e attacca Nick Fury e i suoi ammazzaragni. Viene alla fine sconfitta e catturata dallo S.H.I.E.L.D. Carnage viene chiamato "Progetto Stacy". Successivamente, nel n. 67 della serie Ultimate Spider-Man, Gwen ricompare, rifugiandosi a casa di Peter e viene portata allo S.H.I.E.L.D. dove, dopo accurate analisi, si capisce che è una copia originale creata dallo stesso Carnage, quindi è come se non fosse mai morta. Carnage invece, viene assorbito da Venom, il quale diventa ancora più potente, assumendo una forma ingigantita. Dal momento in cui Gwen rimane ospite a casa Parker, zia May riesce a far riammettere al liceo la ragazza nella sua vecchia classe.

## Altri media

### Cinema

Carnage interpretato da Woody Harrelson nel film Venom - La furia di Carnage.

- Carnage appare nei film del Sony's Spider-Man Universe, interpretato da Woody Harrelson.
  - Nel film Venom (2018), Cletus Kasady fa un cameo durante i titoli di coda, venendo intervistato dal giornalista Eddie Brock, al quale preannuncia una "carneficina".
  - Il personaggio è l'antagonista principale del film Venom - La furia di Carnage (2021), il lungometraggio cinematografico esplora più del suo passato. In attesa della sua esecuzione, viene visitato e intervistato da Eddie Brock, che vuole sapere dove ha sepolto i corpi delle sue vittime. Cletus Kasady arriva rapidamente a vedere Brock come uno spirito affine e si rifiuta di parlare con chiunque tranne lui. Il giorno in cui dovrebbe essere giustiziato per iniezione letale, Kasady insulta Brock, spingendo Venom ad attaccarlo, il che consente a Kasady di mordere la mano di Eddie e assorbire parte del suo simbionte. Durante la sua esecuzione, un nuovo simbionte emerge all'interno di Kasady, bloccando l'iniezione e concedendogli abilità sovrumane, che usa per liberarsi e scatenarsi violentemente attraverso la prigione. Il simbionte si presenta quindi come Carnage e, volendo essere il solo della sua specie in circolazione, si offre di aiutare Kasady a infiltrarsi nel Ravencroft Institute per liberare la sua amante d'infanzia, Frances Barrison, in cambio dell'uccisione di Brock e Venom da parte di Kasady. Kasady è d'accordo e, insieme a Barrison, estende la sua furia per tutta San Francisco, catturando Patrick Mulligan e Anne Weying per attirare Brock e Venom. Mentre Kasady e Frances tentano di sposarsi in una cattedrale, Brock e Venom li affrontano. Vedendo che il legame di Kasady e Carnage non è stabile, in quanto il simbionte rosso vuole uccidere Frances a causa dei suoi poteri sonori a lui letali contro la volontà di Cletus, Brock e Venom ingannano Barrison nell'attaccare Kasady e Carnage con il suo urlo sonico, che demolisce la cattedrale, uccidendo Barrison e separando Brock e Kasady dai loro rispettivi simbionti. Dopo aver riallacciato il legame con Brock, Venom divora Carnage e stacca la testa di Kasady con un morso, ponendo fine al suo regno di terrore.

### Televisione
- Spider-Man - L'Uomo Ragno (1994): Carnage viene partorito da Venom volontariamente e non accidentalmente. Dormammu e il Barone Mordo, i nemici del Dottor Strange, donano il simbionte di Carnage allo psicopatico criminale Cletus Kasady, in cambio della sua promessa di servire Dormammu. Carnage e Venom vengono spediti da Dormammu a recuperare la sonda dimensionale che avrebbe liberato Dormammu; dopo avere battuto l'Uomo Ragno e War Machine, i due simbionti riescono a recuperarla, ma subito dopo litigano e si affrontano. Il Barone Mordo interrompe il duello e dona a Carnage la capacità di assorbire l'energia vitale delle persone, sola forza in grado di attivare la sonda. Carnage e il Barone Mordo vengono successivamente attaccati dall'Uomo Ragno, Iron Man e Venom. Durante la battaglia Venom e Carnage rimangono bloccati nella dimensione di fuoco di Dormammu. In seguito, una versione alternativa di Carnage viene liberata accidentalmente dal Kingpin e si ritrova in una dimensione dove l'Uomo Ragno era un malvagio al quale si unisce diventando un Ragno-Carnage come l'ultimo avversario del protagonista. Dopo averne preso il controllo della mente, tenta di far esplodere una bomba che avrebbe spazzato via tutte le dimensioni esistenti ma, grazie ai suggerimenti di Madame Web, e all'aiuto dell'Arcano, Carnage viene sconfitto dai cloni dell'Uomo Ragno di tutte le dimensioni.
- Spider-Man Unlimited (1999): il personaggio è uno degli antagonisti ricorrenti della serie animata. Questa serie presenta l'unica volta in cui Carnage e Venom collaborano, arrivando a fondersi temporaneamente fra loro per meglio contrastare l'Uomo Ragno; piuttosto del rapporto padre-figlio, il duo si riferisce a sé come "fratelli". In questa serie l'obiettivo della coppia Venom e Carnage è quello di usare la Contro-Terra come nido per l'allevamento di una nuova razza di alieni simbionti.
- Spectacular Spider-Man (2008): Cletus Kasady fa un breve cameo muto durante una seduta psicoterapeutica in cui erano presenti anche Electro e il Dottor Octopus.
- Ultimate Spider-Man (2012): Peter Parker diventa Carnage venendo catturato da Norman Osborn/Goblin che gli inietta il simbionte Carnage ricavato dalla parte più malvagia del simbionte di Venom. Carnage viene in seguito sconfitto da Harry Osborn che rientra in simbiosi con lui trasformandosi nuovamente in Venom. Nella quarta stagione Carnage viene ricreato dal dottor Morbius e Dottor Octopus, attraverso un campione del costume di Venom, e possiede prima Octavius, per poi dimostrare di riuscire a mantenere una forma umanoide anche senza un ospite. Spider-Man e Agente Venom lo fanno saltare in aria con le onde sonore ma i vari frammenti volano per tutta New York, trasformando molte persone in cloni di Carnage. Harry Osborn/Anti-Venom, grazie ai suoi poteri, distrugge la fonte che creava i vari parassiti e salva i Newyorkesi, ma Carnage sopravvive ed entra nel corpo di Mary Jane Watson, ma questa, dopo essere riuscita a controllarlo, diventa con i suoi nuovi poteri, la super eroina Spider-Woman.
- Guardiani della Galassia (2015): la versione del simbionte rosso e nero rappresenta un nativo del pianeta natale di Klyntar che è stato catturato e armato dal malvagio titano Thanos. Negli episodi della terza stagione, "Ritorno al tran tran di New York" e "Guida il mio Carnage", Thanos nasconde il simbionte Carnage all'interno di un asteroide che i Guardiani della Galassia hanno recuperato prima del suo arrivo sulla Terra. Mentre Thanos viene sconfitto e catturato dai Guardiani e da Spider-Man, Carnage fugge dall'asteroide e rilascia Thanos prima del legame tra i due. Il Thanos posseduto da Carnage combatte contro i Guardiani e Spider-Man, e alla fine viene sconfitto dopo che Carnage si è solidificato.

### Videogiochi
- Carnage appare come boss nei videogiochi arcade: The Amazing Spider-Man 2 (1992), Spider-Man e gli X-Men: Arcade's Revenge, The Amazing Spider-Man: Lethal Foes, Spider-Man and Venom: Maximum Carnage e Venom/Spider-Man: Separation Anxiety.
- Spider-Man (2000): Carnage è uno dei boss insieme al Dottor Octopus, e l'Uomo Ragno, dopo aver battuto entrambi, dovrà fuggire da Monster Ock, derivante dalla fusione del simbionte, separatosi da un Kasady privo di sensi dopo la sconfitta, con lo scienziato.
- Spider-Man and Venom: Maximum Carnage, la cui trama riprende l'omonima saga.
- Ultimate Spider-Man, nel penultimo livello della storia, il simbionte di Carnage si impossessa del corpo di Peter Parker ma viene assorbito, dopo un combattimento, da Venom.
- Carnage è un personaggio giocabile nella versione PSP di Spider-Man: Amici o nemici.
- Marvel: La Grande Alleanza 2, Carnage è stato aggiunto in seguito come DLC nella versione per Playstation 3 e Xbox 360 per poi diventare un personaggio base nella versione rimasterizzata per Playstation 4 e Xbox One.
- Spider-Man: Shattered Dimensions, Carnage è un boss della dimensione Ultimate.
- Carnage appare come personaggio giocabile in Marvel Super Hero Squad.
- Carnage è uno dei boss presenti in Marvel: Avengers Alliance.
- In Marvel Heroes Carnage è utilizzabile come personaggio di supporto.
- Carnage è un personaggio giocabile In Marvel Puzzle Quest.
- The Amazing Spider-Man 2: Cletus Kasady/Carnage è il boss finale del gioco.
- Nel videogioco Spider-Man Unlimited è stato possibile sbloccare e utilizzare le versioni di Ben Reilly /Spider-Carnage, Superior Carnage e Red Goblin. Inoltre Kasady/Carnage appare come boss nell'evento: "Symbionte Dimension".
- Carnage appare come personaggio giocabile nel videogioco per smartphone Marvel: Sfida dei campioni.
- Carnage appare come personaggio sbloccabile nel videogioco per smartphone Marvel Future Fight.
- In Marvel Strike Force, Carnage è un personaggio giocabile.
- LEGO Marvel Super Heroes e LEGO Marvel Super Heroes 2: Nel primo gioco, è un personaggio giocabile in partita libera ed ha un breve cameo nella modalità storia; nel secondo è un boss principale ed è sempre un personaggio utilizzabile nel gioco libero.
- Carnage appare come personaggio sbloccabile in Marvel Snap.
- Carnage appare in Fortnite a seguito di un aggiornamento a tema per il film Venom - La furia di Carnage.
- In Spider-Man 2 (2023) Compare nelle missioni secondarie della "Fiamma".